# Alexa Rae
Alexa Rae (Atlanta, Georgia, 10 de diciembre de 1980) es una actriz pornográfica retirada estadounidense.

## Biografía
Durante su juventud participó en concursos hípicos de ámbito nacional y estudió en el instituto católico St. Pius X Catholic High School en su Atlanta natal. Tras ello trabajó como bailarina en un club llamado The Gold Club usando el nombre artístico de Fantasy.
Debutó en el porno en 1998 en la película Butt sex 2 rodando una escena que incluía sexo anal junto a Dave Hardman. Poco después fue fichada por Wicked Pictures donde rodó sus películas más conocidas: Crossroads (1999), Dream Quest (2000), Exhibitionist 2 (2000), Spellbound (2000), Gate (2001) o Porn-o-matic 2001 (2001).
Concluido su contrato, y tras rodar para diversas productoras firmó un contrato no exclusivo con Digital Playground entre 2002 y 2004.

## Filmografía
1998:
- Butt Sex 2.

1999:
- Crossroads.

2000:
- Dream Quest.
- Exhibitionist 2.
- Spellbound.

2001:
- Gate.
- Porn-o-matic 2001.

## Premios
- 2003 Premio AVN - Mejor Escena de Sexo en Pareja - Lex the Impaler 2, con Lexington Steele.[6]

## Otros trabajos
Cine:
- Protagonista en Hitman (2002).
- Protagonista en South of Eden (2004).

Música:
- Apareció en el videoclip de la canción Complicated (Grupo Lo-Ball).